# Resumé
Résumé [rezymé] nebo resumé neboli souhrn (franc. résumé („shrnutí“); angl. summary, něm. Zusammenfassung, rus. резюме) znamená slovní shrnutí delšího textu či souboru informací, např.:
- stručné shrnutí obsahu článku a jeho hlavních myšlenek (dnes se místo toho častěji používá anglický výraz abstract),
- zejména v USA stručný (jednostránkový) profesní životopis, obvykle stručnější než curriculum vitae (CV).

V přeneseném smyslu může označovat také výsledek, „facit“ (například výsledek nějakého jednání). Odvozeným pojmem je také resumovat (shrnout, stručně vyjádřit).